# Ctenogobiops pomastictus
Ctenogobiops pomastictus és una espècie de peix de la família dels gòbids i de l'ordre dels perciformes.

## Morfologia
- Els mascles poden assolir 8 cm de longitud total.[4][5]

## Depredadors
A Austràlia és depredat per Synodus englemani.

## Hàbitat
És un peix marí, de clima tropical i associat als esculls de corall que viu fins als 15 m de fondària.

## Distribució geogràfica
Es troba a Austràlia, la Xina, Guam, Indonèsia, el Japó (incloent-hi les Illes Ryukyu), les Illes Marshall, la Micronèsia, les Illes Mariannes, Palau, Papua Nova Guinea, les Filipines, Taiwan i el Vietnam.

## Observacions
És inofensiu per als humans.